# 澳大利亚联邦巡回法院和家庭法院
澳大利亚联邦巡回法院和家庭法院（Federal Circuit and Family Court of Australia）是由澳大利亚联邦巡回法院和澳大利亚家庭法院于2021年9月合并而成的澳大利亚法院。該法院分為2個部門。它对澳大利亞家庭法涉及的事务具有司法管轄權，如离婚申请、子女撫養權纠纷和夫妻分居时的夫妻财产分割以及兒童撫養權。它还对行政法、海事法、破產、著作權、人权、勞工法、移民法、隐私法和消费者保护等事项具有管辖权。